# P300 (neuroscienze)
La P300 (o abbreviata P3), è un'onda ERP (potenziale evento-correlato) elicitata da stimoli rilevanti infrequenti. È considerata un potenziale endogeno in quanto la sua presenza non si registra a causa di un attributo fisico dello stimolo (forma, colore, ecc...) ma a causa della reazione di una persona allo stimolo. In particolare, la P300 si considera riflettere in un processo che concerne la valutazione e la categorizzazione di uno stimolo. Solitamente è elicitata usando il paradigma dell'odd-ball nel quale target a bassa probabilità di presentazione, sono interposti a non-target ad alta probabilità.
Quando è registrato da un elettroencefalografia (EEG), si presenta come una deflessione positiva (voltaggio negativo), con una latenza tra i 300 e i 600 ms. Il segnale solitamente è più potente nel lobo parietale. La sua presenza, magnitudine, topografia e latenza sono spesso usati come misura delle funzioni cerebrali in compiti di decisione. Mentre i substrati neurali di questo ERP rimangono ancora non chiari, la riproducibilità di questo segnale la rende una scelta comune per test psicologici sia clinici che in laboratorio.

## P3a e P3b
La P3b è l'onda ERP che viene elicitata da uno stimolo che già conosciamo ma che è raro; questa onda si attiva a livello parietale.
La P3a, invece, viene elicitata da uno stimolo nuovo e raro, si attiva a livello antero-frontale. Infine la P3a è più precoce rispetto alla P3b